# Johann Rall

Johann Gottlieb Rall. Dieses einzige lebensnahe Porträt Ralls malte George Whiting Flagg anhand einer Skizze John Trumbulls, der Rall nach Augenzeugenberichten porträtiert hatte.

Johann Gottlieb Rall (* 1725 (?); † 27. Dezember 1776 bei Trenton, New Jersey, USA) war Oberst eines Infanterieregiments der hessen-kasselschen Truppen, die aufgrund von Subsidienverpflichtungen für Großbritanniens König Georg III. im Amerikanischen Unabhängigkeitskrieg kämpften.

## Herkunft und militärische Karriere
Johann Gottlieb Rall wurde als „Soldatenkind“ wahrscheinlich im Jahr 1725 (genauere Daten sind nicht bekannt) als Sohn des Capitaines Joachim Rall aus Stralsund geboren, der im Regiment Generalmajors von Donop diente. Die erste urkundliche Erwähnung Ralls erscheint am 1. März 1740 als neuer Kadett (Cadett) desselben Regiments, das zu dieser Zeit als Regiment Oberst Prinz Casimir von Isenburg-Birstein eingetragen war. Es erfolgte am 25. Juli 1741 die Beförderung zum Fähnrich, am 28. August 1745 zum Leutnant (Lieutenant) und am 10. Mai 1753 zum Kapitän (Capitaine). Am 7. Mai 1760 wurde er Major unter Generalmajor von Bischhausen und im Januar 1763 versetzt in das Garnisonsregiment von Stein, wobei er zum Oberstleutnant ernannt wurde. Am 22. April 1771 erfolgte seine Versetzung als „übercompleter Oberst“ zum Infanterieregiment No. 14 (Grenadierregiment von Mansbach). Dort wird er Chef des Regimentes im Januar 1772. Während all dieser Jahre kämpfte er in den Österreichischen Erbfolgekriegen und nahm an Feldzügen in Bayern, am Rhein, in den Niederlanden und in Schottland teil. Er kämpfte im gesamten Siebenjährigen Krieg und war gemäß seiner Stammrolle an vielen Schlachten beteiligt. Vom September 1771 bis August 1772 wurde er nach Russland beurlaubt und kämpfte für Katharina die Große unter Orlow im vierten russischen Türkenkrieg.

## Amerikanischer Unabhängigkeitskrieg
1776 gehörte das Grenadierregiment Rall in der 1. Division unter General Leopold Philipp von Heister zu den ca. 12.000 Mann, die für Großbritannien in den Amerikanischen Unabhängigkeitskrieg zogen.

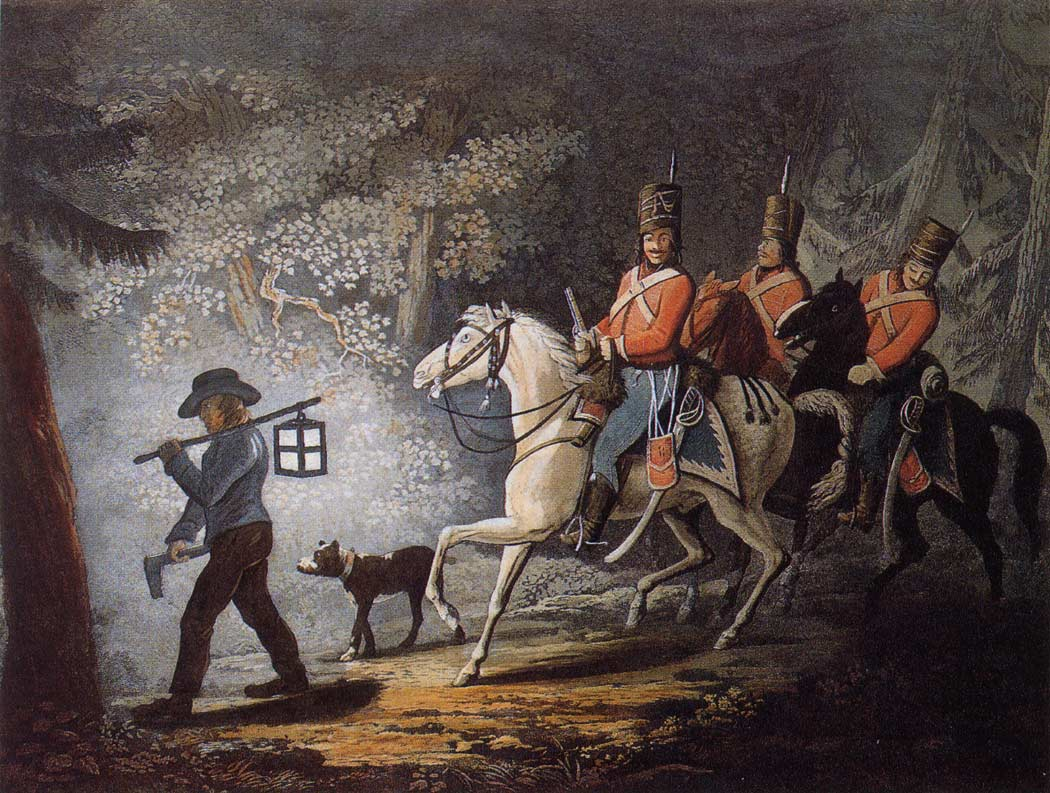
Hessische Truppen in britischem Sold im US-Unabhängigkeitskrieg

In Amerika war Rall unter anderem am Gefecht bei Flatbush, der Schlacht bei White Plains (gegen Washington), der Schlacht von Long Island, sowie führend an der Einnahme von Fort Washington beteiligt. Für seine langjährigen treuen Dienste wurde er mehrfach ausgezeichnet, insbesondere in Amerika war er immer wieder durch außergewöhnliche Tapferkeit aufgefallen.

Die hessischen Regimenter, die in und um Trenton lagerten, wurden von der Amerikanischen Kontinentalarmee unter General George Washington, dem späteren ersten Präsidenten der USA, in der Schlacht von Trenton durch einen Überraschungsangriff am 26. Dezember vernichtend geschlagen. 

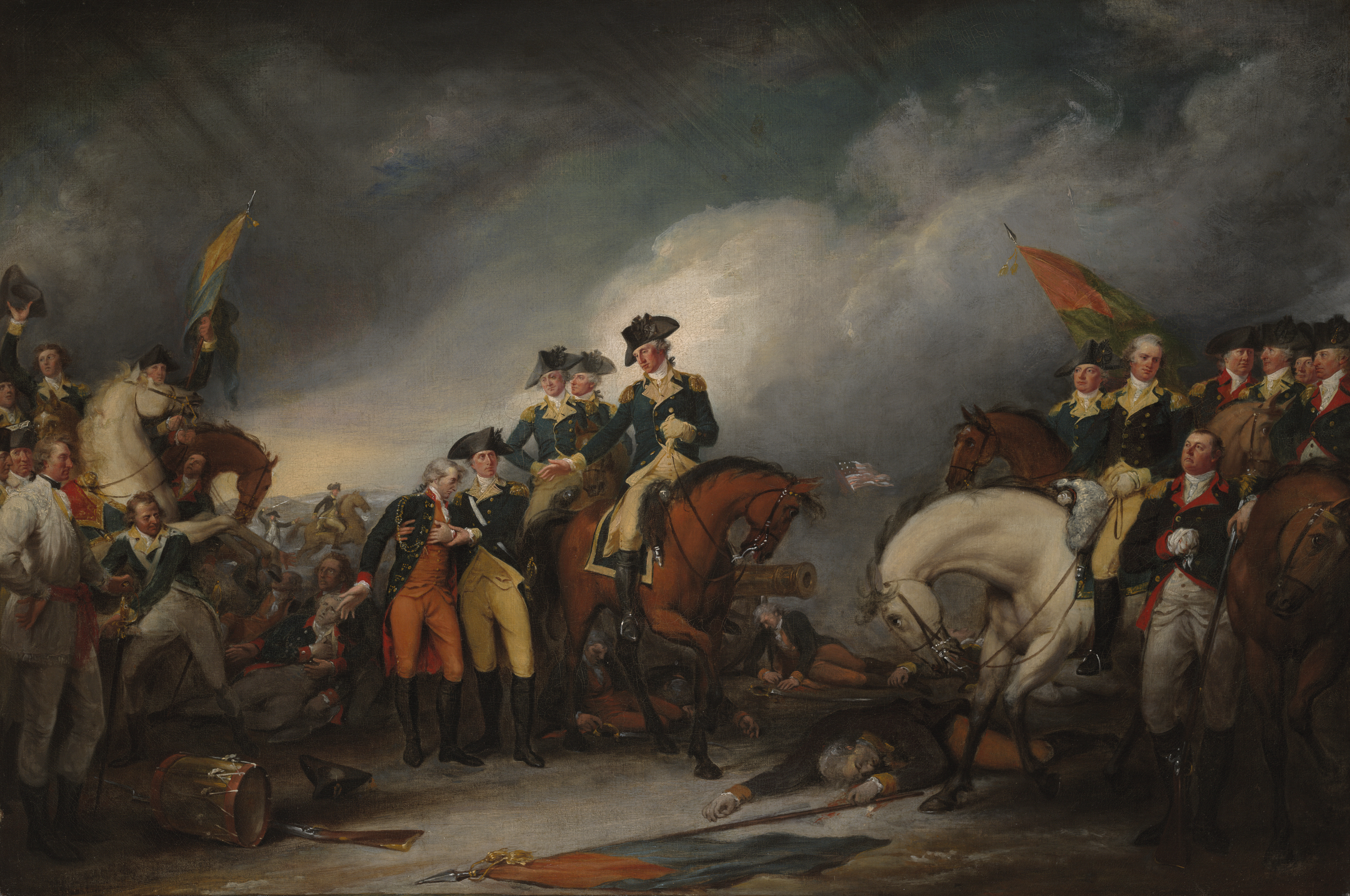
Die Kapitulation der hessischen Truppen. Gemälde von John Trumbull

 Rall hatte die Schanzung (militärische Sicherung eines Standortes) von Trenton unterlassen, wodurch der Überraschungsangriff Washingtons möglich wurde. Aufgrund der vorherigen, relativ leicht errungenen Siege gegen die amerikanischen „Rebellen“ unterschätzte er den Kampfesmut der für ihre Freiheit kämpfenden amerikanischen Siedler. Diese nutzten den zusätzlichen Vorteil des Datums aus: Die Hessen hatten ausgiebig Weihnachten gefeiert und es wird berichtet, dass Rall noch „in Strumpfsocken“ war, als man ihm die Nachricht vom Angriff der Amerikaner überbrachte. So wird von mehreren Augenzeugen berichtet, er hätte am 24. Dezember sogar von einem königstreuen Amerikaner eine schriftliche Warnung über den bevorstehenden Angriff erhalten, den Zettel aber zerknüllt und weiter Karten gespielt. Rall wurde in der Schlacht durch einen Schuss tödlich verwundet und verstarb (gemäß den Akten des Staatsarchivs Marburg) am späten Abend in seinem Hauptquartier, dem heute in der Warren-Street stehenden „House of Stacy Potts“, damals King-Street. General Washington und General Greene besuchten den sterbenden Oberst nach der Schlacht und erwiesen ihm damit eine letzte militärische Ehre. Im Sterben liegend, soll Rall bedauert haben, die schriftliche Warnung missachtet zu haben: „Hätte ich es gelesen, läge ich jetzt nicht hier“.
Rall wurde in einem anonymen Grab auf dem Friedhof der ersten Presbyterianerkirche in Trenton in der damaligen East State Street begraben.
Trotz seiner vorangegangenen Verdienste fiel Rall aufgrund seiner militärischen Fehleinschätzungen in Trenton postum bei seinen Kommandeuren in Ungnade. Der Sieg der kontinentalen Streitkräfte über die gefürchteten hessischen Verbände stärkte die Moral der siegreichen Partei und markiert einen Wendepunkt im Unabhängigkeitskrieg.
Siehe auch: Soldatenhandel, Soldatenhandel unter Landgraf Friedrich II. von Hessen-Kassel

## Filme
- Der Winter, der ein Sommer war, dreiteiliger Fernsehfilm von 1976. Die Figur des Oberst Rall wurde von dem Schauspieler Heinz Baumann verkörpert.